# Munții Vrancei
Munții Vrancei  sunt o unitate de relief a Carpaților de Curbură, aparținând de lanțul muntos al Carpaților Orientali. Cel mai înalt pisc este Vârful Goru, având 1785 m.

## Fauna
Munții Vrancei sunt un habitat pentru un număr mare de animale. Acestea includ ursul brun, vulpea roșie, cerbul, căprioara, mistrețul, râsul carpatin, jderul de piatră, lupul cenușiu, viezurele, pisica sălbatică, iepurele de câmp. Dintre păsări apar cocosul de munte, ierunca, acvila de munte, acvila țipătoare mică, buha, huhurezul mic, ciuful de pădure, corbul, mierla gulerată, ciocănitoarea neagră, ciocănitoarea verde, gaița.

## Listă vârfuri
- Vârful Goru (1784,6 m)
- Vârful Lăcăuți (1776,7 m)
- Vârful Pietrosul (1676,2 m)
- Vârful Zboina Frumoasă (1657,4 m)
- Vârful Bonio (1543,5 m)
- Vârful Astogul Mare (1526,9 m)
- Vârful Cobert (1516,5 m)
- Vârful Mușat (1502,7 m)
- Vârful Furu Mare (1414,6 m)
- Vârful Furu Mic (1406,3 m)
- Vârful Lepșa (1390 m)

## Legături externe
- Munții Vrancei - prezentare generală, hărți, descriere trasee

## Vezi și
- Carpații de Curbură
- Munții Carpați
- Lista munților din România